# Stugeta bowkeri
Stugeta bowkeri är en fjärilsart som beskrevs av Roland Trimen 1864. Stugeta bowkeri ingår i släktet Stugeta och familjen juvelvingar. Inga underarter finns listade i Catalogue of Life.